# ブラック・アルバム (ダムドのアルバム)
『ブラック・アルバム』（The Black Album）は、イングランドのパンク・ロック・バンド、ダムドが1980年に発表した4作目のスタジオ・アルバム。オリジナルLPは2枚組で、D面のみファンクラブ会員の前で演奏されたライヴ録音が収録された。

## 背景
本作より加入したベーシストのポール・グレイは、元エディ&ザ・ホット・ロッズのメンバーとして知られていた。「ヒストリー・オブ・ザ・ワールド・パート1」には、ハンス・ジマーがプロデュースやシンセサイザーで参加している。
音楽的にはゴス・ロックの先駆けとなった作品として評価されており、キャプテン・センシブルは2011年のインタビューにおいて、当時のことを「俺はデイヴ（・ヴァニアン）のソングライティングが、違うレベル、そして違う領域、ダークな領域に進んでいたことに気付いた。これはより一層面白いアルバムになると思ったね」と振り返っている。

## 反響・評価
本作からの先行シングル「ヒストリー・オブ・ザ・ワールド・パート1」は、全英シングルチャートで51位に達した。そして、本作は全英アルバムチャートで3週トップ100入りし、最高29位を記録した。
Ned Raggettはオールミュージックにおいて5点満点中3.5点を付け「驚くほど良い爆音で、特にヴァニアンにとっては力作であり、バンドにとっては、簡素なロックから品のある雰囲気まで何でも試すチャンスとなった」と評している。

## リイシュー
初期の再発CDは、オリジナルLPのA面からC面に当たる12曲のみ収録され、1枚にまとめられた。その後、オリジナルLPの内容を完全収録した2枚組CDも発売されている。
2005年にイギリスで発売されたデラックス・エディション盤(CDWKM2 275)は、ボーナス・トラック9曲を含む2枚組CDとなった。また、2016年に日本のJVCケンウッド・ビクターエンタテインメントから発売された紙ジャケットCD (VICP-75161/2)は、収録内容は2005年デラックス・エディション盤と同じだが、ジャケットは日本初回盤LPのデザインに準じている。

## 収録曲
特記なき楽曲はデイヴ・ヴァニアン、キャプテン・センシブル、ラット・スキャビーズ、ポール・グレイの共作。

### LP

#### A面
1. ウェイト・フォー・ザ・ブラックアウト - "Wait for the Blackout" (Dave Vanian, Captain Sensible, Paul Gray, Rat Scabies, Billy Karloff) - 3:56
2. ライヴリィ・アーツ - "Lively Arts" - 3:00
3. シリー・キッズ・ゲームス - "Silly Kids Games" - 2:35
4. ドリンキング・アバウト・マイ・ベイビー - "Drinking About My Baby" - 3:03
5. ツイステッド・ナーヴ - "Twisted Nerve" - 4:39
6. ヒット・オア・ミス - "Hit or Miss" - 2:37

#### B面
1. Dr.ジキル&Mr.ハイド - "Dr Jekyll & Mr Hyde" (D. Vanian, C. Sensible, P. Gray, R. Scabies, Giovanni Dadomo) - 4:35
2. シック・オブ・ディス・アンド・ザット - "Sick of This and That" - 1:49
3. ヒストリー・オブ・ザ・ワールド（パート1） - "The History of the World (Part 1)" - 3:46
4. 13thフロアー・ヴェンデッタ - "13th Floor Vendetta" - 5:05
5. テラピー - "Therapy" (D. Vanian, C. Sensible, P. Gray, R. Scabies, Fay Hart) - 6:12

#### C面
1. カーテン・コール - "Curtain Call" - 17:19

#### D面
1. ラヴ・ソング（ライヴ） - "Love Song [Live]" (D. Vanian, C. Sensible, Algy Ward, R. Scabies) - 2:10
2. セカンド・タイム・アラウンド（ライヴ） - "Second Time Around [Live]" (D. Vanian, C. Sensible, A. Ward, R. Scabies) - 1:51
3. スマッシュ・イット・アップ・パート1&2（ライヴ） - "Smash It Up (Parts 1 & 2) [Live]" (D. Vanian, C. Sensible, A. Ward, R. Scabies) - 4:24
4. ニュー・ローズ（ライヴ） - "New Rose [Live]" (Brian James) - 1:49
5. 荒廃の街角（ライヴ） - "I Just Can't Be Happy Today [Live]" (D. Vanian, C. Sensible, A. Ward, R. Scabies, G. Dadomo) - 4:12
6. プラン9 チャンネル7（ライヴ） - "Plan 9 Channel 7 [Live]" (D. Vanian, C. Sensible, A. Ward, R. Scabies) - 4:59

### 2005年デラックス・エディション盤

#### ディスク1
オリジナルLPのA面 - C面の内容を収録。

#### ディスク2
オリジナルLPのD面の内容に、下記のボーナス・トラックを追加。
1. ホワイト・ラビット - "White Rabbit" (Grace Slick) - 3:00
2. ラビッド（オーヴァー・ユー） "Rabid (Over You)" (D. Vanian, C. Sensible, R. Scabies, Andy Le-Vien) - 3:44
3. シーガルズ "Seagulls" (D. Vanian, C. Sensible, R. Scabies) - 2:36
4. ヒストリー・オブ・ザ・ワールド（パート1）（シングル・ヴァージョン） - "The History of the World (Part 1) (Single Version)" - 3:48
5. アイ・ビリーヴ・ジ・インポッシブル - "I Believe the Impossible" - 2:54
6. シュガー・アンド・スパイト "Sugar and Spite" - 1:30
7. ゼア・エイント・ノー・サニティ・クローズ "There Ain't No Sanity Clause" (D. Vanian, C. Sensible, R. Scabies, G. Dadomo) - 2:29
8. ルッキング・アット・ユー（ライヴ） "Looking At You [Live]" (MC5) - 5:51
9. ホワイト・ラビット（エクステンデッド・ヴァージョン） "White Rabbit (Extended Version - Original Mix)" (G. Slick) - 5:24

## 参加ミュージシャン
- デイヴ・ヴァニアン - ボーカル
- キャプテン・センシブル - ギター、キーボード、ボーカル
- ポール・グレイ - ベース
- ラット・スキャビーズ - ドラムス(all songs)、ギター(on "Drinking About My Baby")、ボーカル(on "Drinking About My Baby")

アディショナル・ミュージシャン
- レイ・マルティネス - トランペット(on "Twisted Nerve")
- ハンス・ジマー - シンセサイザー(on "The History of the World (Part 1)")
- ヒュー・ジョーンズ - バッキング・ボーカル(on "13th Floor Vendetta")